# Conspiração Tagantsev

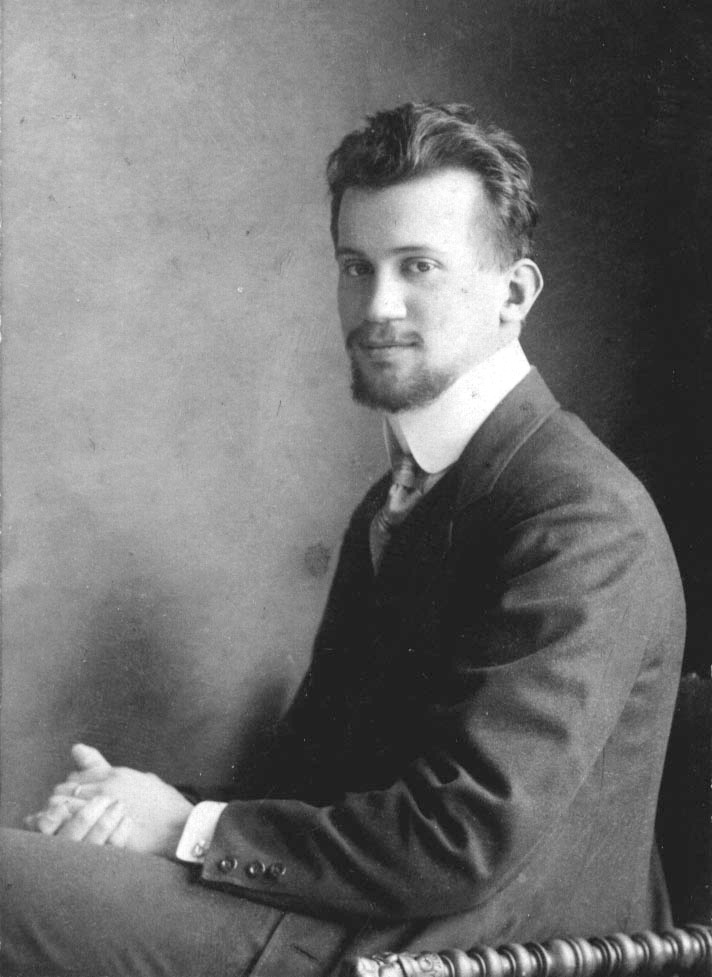
Professor Vladimir Tagantsev, que foi torturado e forçado a entregar nomes de centenas de pessoas inocentes para a polícia secreta soviética, Tcheka

A conspiração de Tagantsev (ou o caso da Organização Militar de Petrogrado) foi uma inexistente conspiração monarquista criada pela polícia secreta soviética, em 1921, para aterrorizar intelectuais que poderiam tornar-se uma oposição potencial ao regime bolchevique. Mais de 800 pessoas em Petrogrado (São Petersburgo), a maioria de comunidades científicas e artísticas, foram presos por falsas acusações de terrorismo, destes 98 foram executados sem julgamento e muitos foram enviados para campos de concentração. Entre os executados estava o poeta Nikolai Gumilev, o primeiro marido de Anna Akhmatova.
O caso leva o nome de Vladimir Nikolaevich Tagantsev, geógrafo e membro da Academia de Ciências da Rússia, que foi torturado e forçado a dar centenas de nomes de pessoas que criticavam o regime bolchevique. O caso foi fabricado por Yakov Agranov, que mais tarde se tornou um dos principais organizadores dos Processos de Moscou e do Grande Expurgo. O caso foi declarado oficialmente como "inventado", e suas vítimas reabilitadas pelas autoridades russas somente em 1992 por causa da obstrução feita pela KGB. 

## Antecedentes
Em 5 de dezembro de 1920, todos os departamentos da polícia secreta soviética (Tcheka) receberam uma ordem secreta de Feliks Dzerjinski para criarem organizações de bandeira falsa do Exército Branco, "de grupos clandestinos terroristas", para facilitar a busca de "agentes estrangeiros em nosso território". Isso foi planejado parcialmente como uma provocação, a fim de identificar os cidadãos potencialmente desleais que poderiam participar de grupos contrários aos bolcheviques.
Poucos meses depois, em fevereiro de 1921, iniciou a Revolta de Kronstadt, um levante da esquerda não bolchevique contra o regime. Além disso, os bolcheviques compreenderam que a maioria dos intelectuais não os apoiava. Em 8 de março, o Conselho dos Comissários do Povo enviou uma carta para o Comissariado do Povo para a Educação (Narkompros) pedindo para identificar grupos de intelectuais desleais que poderiam ser alvo de repressões futuras.
Em 4 de junho, o líder bolchevique Vladimir Lenin recebeu um telegrama de Leonid Krasin sobre uma convenção de monarquistas, cadetes e de membros do Partido Socialista Revolucionário em Paris, que antecipava um levante contra os bolcheviques em Petrogrado. Lenin enviou um telegrama ao co-fundador da Tcheka, Józef Unszlicht, afirmando que não confiava na Tcheka em Petrogrado por mais tempo. No telegrama, ele emitiu uma ordem para enviar urgentemente "as pessoas mais experientes para esta cidade" e procurar os conspiradores. Este foi o sinal para a Tcheka, em Petrogrado, fabricar o caso.

## O caso

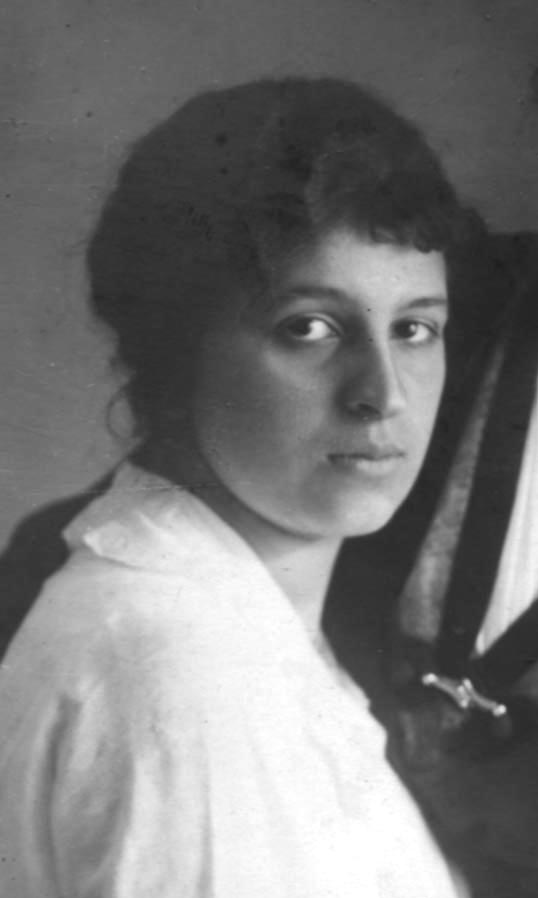
Nadezhda Tagantseva. Ela foi executada juntamente com o marido.

Em 31 de maio, Yuri German, um ex-oficial do Exército Imperial Russo, foi morto durante a travessia da fronteira com a Finlândia. Ele tinha um caderno com numerosos endereços, um dos quais pertenciam ao professor Vladimir Tagantsev, que fora previamente identificado por agentes da Tcheka como uma "pessoa desleal". Tagantsev e outras pessoas cujos endereços constavam no caderno foram presas. Durante o mês seguinte, os investigadores da Tcheka trabalharam intensamente para fabricar o caso, mas sem muito sucesso devido os presos se recusarem a admitir qualquer culpa. Além disso, era difícil ligar tantas pessoas completamente não relacionadas.
Em 25 de junho, dois investigadores de Petrogrado, Gubin e Popov, entregaram um relatório, segundo o qual "a organização incluia apenas Tagantsev e uns poucos suportadores", os conspiradores planejavam "estabelecer uma linguagem comum entre intelectuais e as massas", e o "terror não era sua intenção". Segundo o relatório, "a organização de Tagantsev não tinha nenhuma ligação e não recebeu o apoio dos finlandeses ou de outra organização." O relatório também observou que "Tagantsev era um cientista e que pensava em sua organização teoricamente," e "era incapaz de fazer um trabalho prático." Após este relatório, os nomes de Gubin e Popov desapareceram do caso, o que provavelmente significou que ambos foram substituídos por outros investigadores.
Depois do fracasso inicial, Yakov Agranov foi nomeado para liderar o caso. Ele prendeu mais pessoas e depois de manter por 45 dias Tagantsev em confinamento solitário interrogou este novamente. Agranov deu um ultimato: se Tagantsev não confessa-se  ele e todos os outros reféns seriam executados imediatamente, no entanto, ninguém seria prejudicado se ele concordasse em colaborar. Um acordo foi assinado e garantido pessoalmente por Vyacheslav Menzhinsky.  Após a assinatura do acordo, Tagantsev deu o nomes de várias centenas de pessoas que tinham criticado o regime bolchevique. Todos eles foram presos em 31 de julho e durante os primeiros dias de agosto.
Segundo a versão oficial inventada por Agranov, os líderes da conspiração incluíam Tagantsev, o espião finlandês German, e o ex-coronel do exército russo Vycheslav Shvedov, o qual atuava sob o pseudônimo "Vyacheslavsky" e que atirou em dois agentes da Tcheka durante sua prisão. Para tornar a conspiração maior, eles usaram várias pessoas sem qualquer relação, incluindo ex-aristocratas, contrabandistas, pessoas suspeitas e as esposas daqueles que já tinham sido presos. O jornal O Pravda de Petrogrado publicou um relatório da Tcheka de Petrogrado dizendo que a organização militar de Tagantsev planejava queimar fábricas, matar pessoas e cometer outros atos de terrorismo com armas e dinamite.

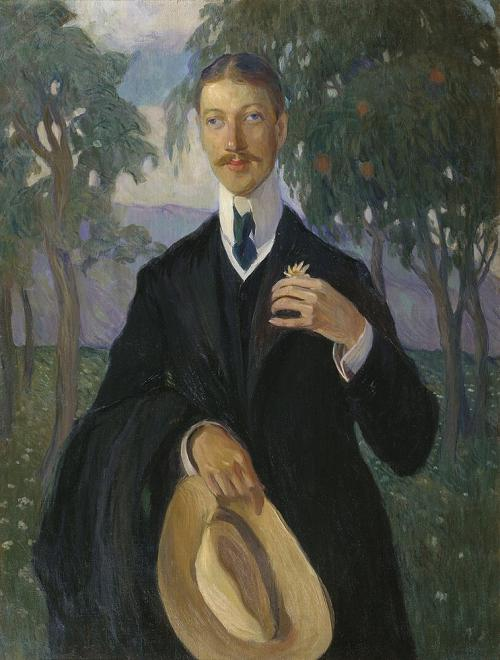
O poeta russo Nikolai Gumilev, um dos executados (Imagem: Olga Della-Vos-Kardovskaya, 1909)

A vítima mais famosa do caso foi o poeta Nikolai Gumilev. Gumilev foi preso em 3 de agosto. Ele admitiu que pensou em se unir à rebelião de Kronstadt se fosse para espalhar por Petrogrado e comentou sobre isso com Vyacheslavsky. Gumilev foi executado por um pelotão de fuzilamento, juntamente com outras 60 pessoas em 24 de agosto, na Floresta Kovalevsky. Outras trinta e sete pessoas foram fuziladas em 3 de outubro. Posteriormente, Agranov comentou sobre a operação: 

"Setenta por cento da intelectualidade de Petrogrado tinha uma perna no campo inimigo. Tivemos que queimar a perna".

## Consequências
A ação falhou em aterrorizar a população. De acordo com o acadêmico Vladimir Vernadsky, o caso "teve um efeito chocante e não produziu um sentimento de medo, mas de ódio e desprezo" contra os bolcheviques. Após o caso Tagantsev, Lenin decidiu que seria mais fácil exilar os intelectuais indesejáveis.